# سوتشيندا كرابرايون
سوتشيندا كرابرايون (بالتايلندية:สุจินดา คราประยูร) رئيس الوزراء التايلاندي خلال الفترة من 7 أبريل 1992 حتى 24 مايو 1992 أطاح الجيش برئيس مجلس الوزراء أناند بانياراتشون وتم تعين الجنرال سوتشيندا كرابرايون عندها خرج الشعب إلى الشارع مطالبا باستقالته وفعلا استقال سوتشيندا وسلم ميشاي روتشوفان رئاسة الوزراء مؤقتا حتى تم تعين أناند بانياراتشون.